# Огнено сърце
Огнено сърце (на турски: Gönülçelen, в най-близък превод Пленителката на сърца) е турски драматичен сериал, излязъл на телевизионния екран през 2010 г.

## Излъчване
| Сезон | Епизоди | Начало на сезона | Край на сезона | Всички епизоди | ТВ сезон    | ТВ канал |
| ----- | ------- | ---------------- | -------------- | -------------- | ----------- | -------- |
| 1     | 16      | 26 февруари 2010 | 18 юни 2010    | 1 – 16         | 2010        | ATV      |
| 2     | 40      | 20 август 2010   | 24 юни 2011    | 17 – 56        | 2010 – 2011 | ATV      |

## Актьорски състав
- Туба Бююкюстюн – Хасрет
- Джансел Елчин – Мурат Туналъ
- Умут Курт – Джихан
- Онур Сайлак – Левент Йълдъръм
- Гюнай Караджаоглу – Гюлназ Шимшир
- Ясемин Чонка – Накйе
- Айда Аксел – Несрин
- Илхан Шешен – Етхем
- Бегюм Кютюк Яшаролу – Джерен
- Айше Шуле Билгич – Берин
- Надир Саръбаджак – Кобра
- Еврим Алася – Балчичек
- Туна Орхан – Бекир
- Хюля Дуяр – Кадрйе
- Арзу Гамзе Кълънч – Самие
- Джан Кахраман – Давут
- Йойкю Челик – Назар
- Юнал Силвер – Бурхан
- Дилшад Челеби – Селин/Бахар
- Емин Йонал – Джафер
- Хасан Сай – Кадир
- Емрулах Йорюклю – Хасан
- Вейси Йоздемир – Вейси

## В България
В България започва излъчване на 16 октомври 2012 г. по Диема Фемили и завършва на 26 март 2013 г. Дублажът е на студио Доли. Ролите се озвучават от Таня Димитрова, Ани Василева, Ирина Маринова, Васил Бинев и Александър Воронов.